# Microterys coffeae
Microterys coffeae är en stekelart som beskrevs av Singh och Hayat 2002. Microterys coffeae ingår i släktet Microterys och familjen sköldlussteklar. Inga underarter finns listade i Catalogue of Life.